# Patrick Hufen

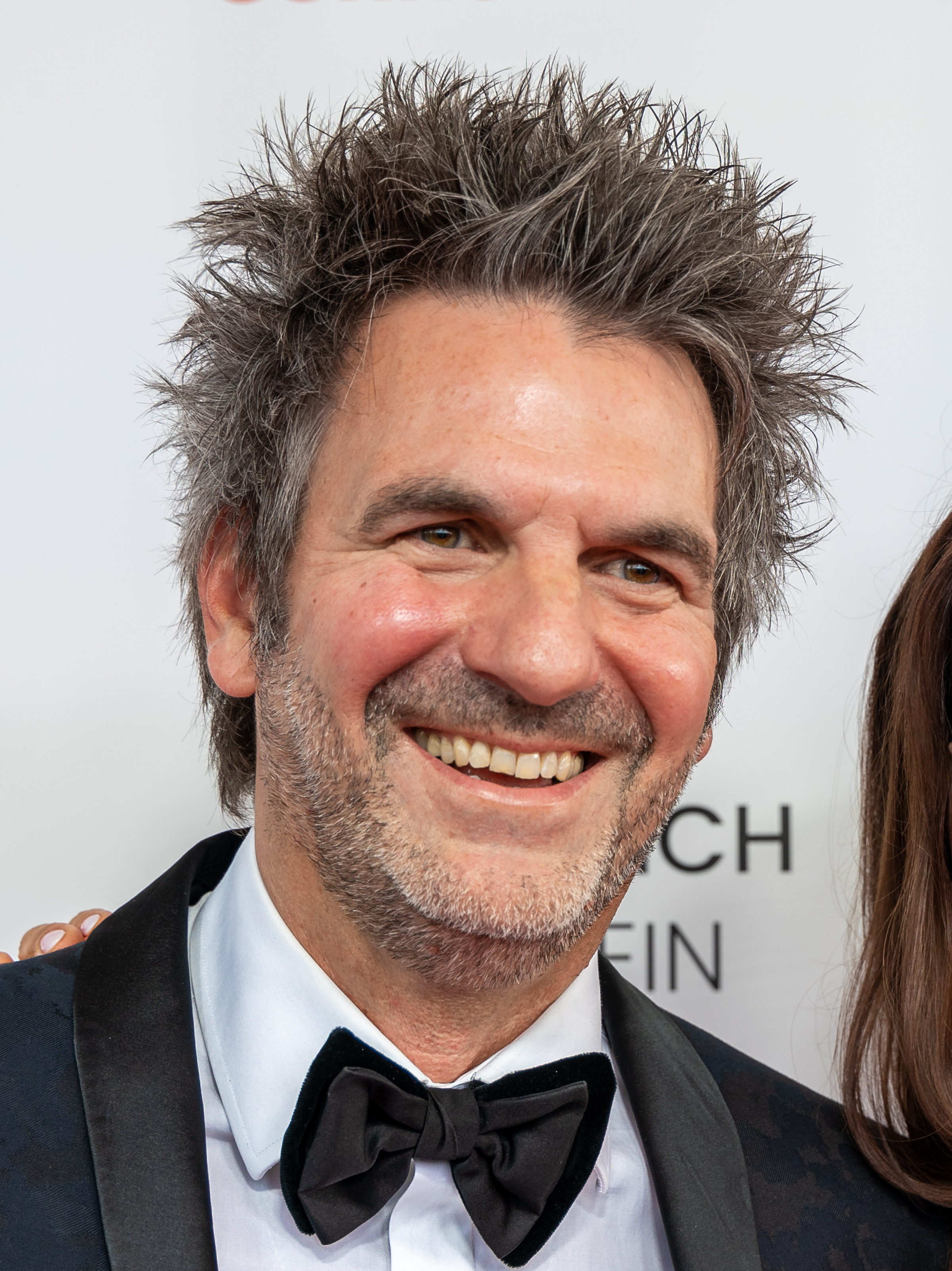
Patrick Hufen (2023)

Patrick Hufen (* 13. August 1970 in Duisburg) ist ein deutscher Schadenregulierer und TV-Darsteller.

## Leben
Hufen absolvierte nach seiner Schulzeit in Duisburg mit Abschluss an der Gustav-Heinemann-Realschule eine Ausbildung zum Versicherungskaufmann bei der Volksfürsorge und arbeitete anschließend für zwei Jahre als Textilhandelsvertreter auf Modemessen. Hufen ist seit 1995 bei der HUK-Versicherung angestellt, wo er Schadensregulierungen bearbeitet. Nach sechs Jahren im Innendienst wechselte er in den Außendienst. Nach der Flutkatastrophe im Ahrtal im Jahr 2021 war er im Auftrag der Versicherung vor Ort und wurde dabei von verschiedenen Medien für Beiträge in Spiegel TV, ARD-Morgenmagazin und Galileo begleitet.
Seit 2009 ist Hufen fester Bestandteil der RTL-Doku-Soap Die Versicherungsdetektive, die seinen Alltag als Versicherungsdetektiv zeigt. Im Jahr 2013 nahm er an dem VOX-Format Das perfekte Promi-Dinner teil und gewann den ersten Platz.
2022 spielte er im offiziellen Musikvideo für den Song Tür an Tür der Schlagersängerin Claudia Jung mit. Im selben Jahr war er Kandidat bei Promi Big Brother; er verließ die Show jedoch bereits in Folge 2 freiwillig.

## Privates
Hufen ist verheiratet und hat einen Sohn.